# Amtrak
Amtrak (formellt företagsnamn: National Railroad Passenger Corporation) är USA:s federalt statsägda monopolföretag för fjärrtågstrafik. Bolaget bildades 1 maj 1971 som ett sätt att få ordning på den kvarvarande passagerartrafiken på järnväg i USA, då den inte längre var lika kommersiellt lönsam som tidigare. Företaget drivs dock i vinstsyfte.
Amtrak driver varje dag 374 tåg på 51 000 km räls på upp till 240 km/h som förbinder 896 destinationer i 46 av USA:s delstater och gränsöverskridande trafik in i tre kanadensiska provinser. Under verksamhetsåret 2012 satte Amtrak rekord på antal resenärer; totalt 32,2 miljoner resor skedde med deras tåg och intäkterna blev 2,88 miljarder dollar.
Nästan två tredjedelar av resenärerna kommer från de tio största storstadsområdena och åker i snitt 650 km eller mindre. Amtraks huvudkontor ligger vid Union Station i Washington DC.
Namnet "Amtrak" är ett teleskopord bildat av orden "America" och "trak", det sistnämnda en nystavning av det engelska ordet track, spår.

## Historia

### Före Amtrak

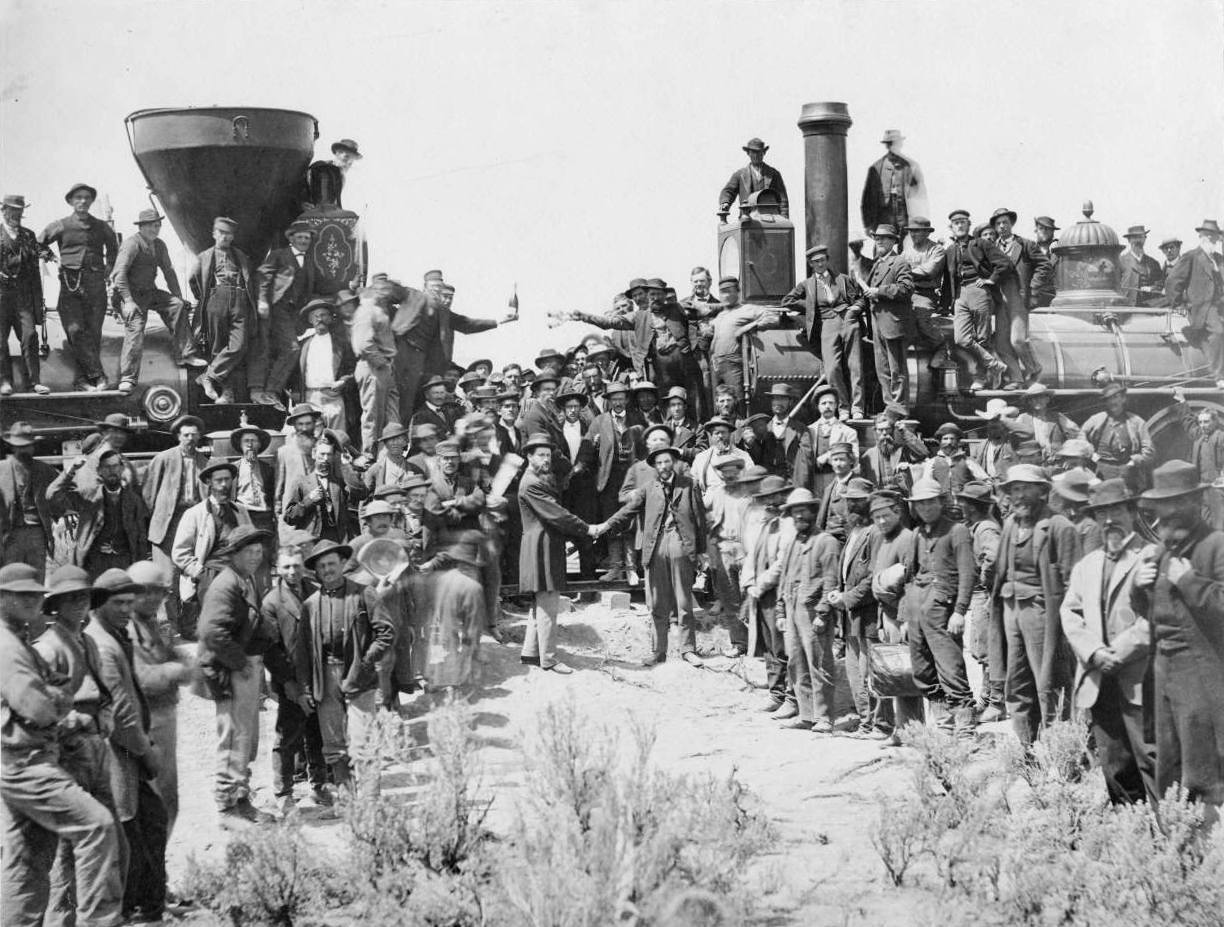
Foto från Promontory i Utah den 22 maj 1869 där den Transamerikanska järnvägen knöts samman från östkusten till västkusten med en gyllene spik (Golden Spike).

Från mitten av 1800-talet och fram till omkring 1920 åkte nästan alla resenärer i USA med tåg när de skulle färdas inom landet. Järnvägarna och tågen ägdes och drevs av privata företag. Det fanns cirka 65 000 järnvägsvagnar i tjänst 1929.
Persontrafiken på järnvägen minskade drastiskt mellan 1920 och 1934 på grund av ökningen av bilar, bussar och flygplan. Under samma period började många resenärer att åka med halvstatliga bussbolag istället, ett exempel på ett sådant företag är Greyhound Lines. Men i mitten av 1930-talet fick järnvägen nytt liv när dieseltågen började komma och det skedde en hel del förbättringar. Bland de första tågen som kom var tågen Pioneer Zephyr och Flying Yankee. Trots dessa förbättringar sjönk tågresandet stadigt och 1940 hade antalet passagerare minskat med 67%.
När andra världskriget bröt ut färdades extremt mycket trupper långa avstånd med tåg och det blev en sexfaldig ökning av passagerartrafiken. Efter kriget var järnvägen i ett bättre skick och det gick snabba och oftast lyxiga tåg som Super Chief och Califonia Zephyr, vilket skapade ett nytt uppsving inom tågtrafiken.
Efterkrigstidens uppsving var kortlivat och år 1946 fanns det 45% färre persontåg än 1929, nedgången gick snabbt trots att det fanns optimism om järnvägens framtid. Passagerarna minskade i antal, och så även tågen. Det fanns bara ett fåtal tåg som fortfarande genererade vinst, resten gick med förlust. Stora underskott inom järnvägsbranschen uppkom redan 1948 och i mitten av 1950-talet gjorde branschen årliga förluster på 700 miljoner dollar, vilket blir 5 miljarder dollar i 2005 års penningvärde.
1965 var endast 10 000 personvagnar i drift, vilket var 85% färre än jämfört med 1929 och bara 120 000 km av spåren användes, vilket var en kraftig nedgång. Under 1960-talet började post alltmer att skickas med lastbil istället för tåg, posten hade varit en räddning för vissa järnvägsbolag så att de nätt och jämnt gick med vinst.

#### Orsaker till nedgången inom privata järnvägsföretag

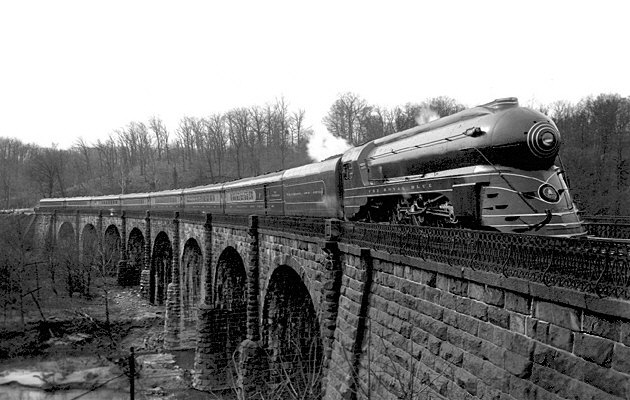
Expresståget Royal Blue tillhörande Baltimore & Ohio Railroad på Thomas Viaduct utanför Relay i Maryland 1937.

Orsaker till nedgången av persontrafik på järnvägen i USA var mycket komplext. Fram till 1920 var det den enda formen av linjetrafik, men industrin ville ha mer statlig reglering. År 1930 hade järnvägsföretagen konstruerat, med privata medel, ett stort och relativt effektivt nätverk av transporter. Men snart började regeringen att bygga National Highway System, vilket blev en oerhörd konkurrens, med de nya lastbilarna, bussarna och flygplanen fick tågbolagen mycket svårt att överleva. År 1916 var det år det fanns mest spår i USA, hela 409 177 km, alltså nästan en halv miljon kilometer räls. År 2007 hade den siffran sjunkit betydligt och idag finns det bara 226 427 km räls. Trots det är USA det land där det finns mest järnväg.
Vissa sträckor hade byggts bara för att underlätta försäljningen av aktier och hade ingen praktisk funktion. Det var de järnvägar som försvann först när det började gå sämre för järnvägsföretagen, då togs även rälsen bort eftersom det sparade pengar på de skatter som fanns. Många åkrar och marker förstördes då det byggdes järnvägar överallt, det var en rättighet att det var lagligt att bygga en väg över någons åker. När järnvägen gick sämre togs rälsen bort men banvallen fanns kvar, detta gjorde att lokala och statliga myndigheter tog över den och gjorde om den till gång- och cykelvägar.

#### Statlig reglering
Under första världskriget visade sig järnvägarna fungera som ett sammanhållande nätverk. Detta tvingade den amerikanska regeringen att nationalisera järnindustrin tillfälligt. På 1920-talet slutade järnvägen att göra stora vinster och många olönsamma linjer övergavs, och stationsbyggnaderna hamnade i förfall eftersom ingen ville stå för reparationskostnaderna. Samtidigt ökade populariteten för bilen och den motorvägarna, t.ex. Lincoln Highway, vilket gjorde att fler och fler började ta bilen istället för tåget, speciellt för korta resor. Ökande arbetskostnader gjorde också att det inte gick att driva linjer mellan glesbefolkade platser.
Den främsta tillsynsmyndigheten påverkade järnvägen allt mer i slutet av 1800-talet. Interstate Commerce Commission (ICC) som myndigheten hette, spelade en ledande roll i varför järnvägen gick sämre och sämre, men även säkrare. På 1930-talet var tågens hastigheter ständigt ökande, men inga förändringar gjordes på signal- och säkerhetssystemet för att undvika kollisioner. Detta ledde till den stora tågkraschen i Naperville 1946 och flera krascher i New York. 1947 krävde ICC att innan 1951 års slut skulle alla järnvägar installera automatiska tågstopp, automatisk tågkontroll eller hyttsignaler på alla linjer där tågen skulle köra i 130 km/h (80 mph) eller snabbare.
Sådan teknik tillämpades inte på de flesta järnvägar och istället infördes hastighetsbegränsning på 127 km/h (79 mph) för att kunna undvika de nya kostsamma systemen. År 1958 tilläts ICC att godkänna eller avisa järnvägsändringar. Detta gjorde att alla ändringar tog i snitt åtta månader längre när ICC skulle kontrollera dem. ICC:s plan var att dåliga och olönsamma linjer skulle slås ihop, men detta ledde att relativt bra tjänst förvandlats till en långsam och impopulär tjänst, trots att den var säkrare.
ICC var ännu mer kritiska till företagsfusioner. Många kombinationer som järnvägsbolagen försökte slutföra försenades i flera år och till och med i decennier, till exempel sammanslagningen av New York Central Railroad och Pennsylvania Railroad, vad som så småningom blev Penn Central, Lacka and Western Railroad och Erie Lackawanna Railway. Eftersom ICC hade dragit ut på många ändringar på 1960-talet försämrades utrustning och stationsanläggningar av slitage och fler och fler passagerare gick över till flyg och bil. Det är viktigt att notera att Erie Lackawanna Railway aldrig blev någon stor järnväg utan användes främst till att frakta gods på. Sammanslagningen av Penn Central blev också ett misslyckade, då två separata ledningsstrukturer för järnvägarna New York Central Railroad och Pennsylvania Railroad förblev små och icke lönsamma efter hopslagningen.

#### Beskattning
Samtidigt fick järnvägar en betydande skattebörda. Efter andra världskriget fick järnvägen en punktskatt på 15% på alla passagerartågresor fram till 1962. År 1959 på Great Northern Railray, som ägde ungefär 0,34% av all mark i Lincoln County, Montana och med bedömdes betala 91% i skolskatter. Även idag beskattas järnvägen mer än andra branscher i flera länder.

#### Arbetsrelaterade frågor
Järnvägarna mötte också föråldrade och oflexibla relationer med fackföreningarna. Arbetsreglerna var inte anpassade till den tekniska utvecklingen som hade skett. Den genomsnittliga tåghastigheten hade fördubblats från 1919 till 1959, men fackföreningarna hade inte velat ändra sin 160 till 240 km (100 till 150 miles) arbetsdag. Detta gjorde att en genomsnittlig arbetsdag för en järnvägsarbetare halverades från 5-7 ½ timmar år 1919 till ca 2 ½-4 timmar år 1959. Ett exempel på detta var när dieselloken kom, då var det fortfarande tvunget att en eldare följde med på alla turer trots att denne nu saknade arbetsuppgifter. Mellan 1947 och 1957 sjönk effektiviseringen med 42% per engelsk mil.

#### Konkurrens
Järnvägstrafiken sjönk kraftigt då regeringen satsade på motorvägar och på statligt ägda flygplatser. Eftersom bilar blev allt vanligare och populärare, med högre komfort och mer frihet, blev de normen för de flesta amerikaner. Regeringen satsade då allt mer på att bygga tullfria vägar vilket blev till en fördel gentemot järnvägen som hade finansierats av privata bolag och lån av staten. Mellan åren 1921 och 1955 hade staten finansierat vägbyggen för mer än 93 miljarder dollar. [källa behövs]
På 1950-talet expanderade trafikflyget när Jetåldern kom, vilket gjorde att det gick betydligt snabbare och var billigare att flyga än att åka tåg.

#### US Mail
Fram till 1966 skickades all post som United States Postal Service (USPS) transporterade med tåg. Detta gjorde att många persontåg fortfarande var ekonomiskt lönsamma. Men år 1966 började all post att skickas med antingen lastbil eller flyg, vilket var ett hårt slag för järnvägen.

### Bildning

#### Början på den statliga järnvägen
I slutet av 1960-talet verkade slutet vara nära för persontrafiken med tåg i USA. Det hade först kommit en ett flertal uppsägningar av linjer och sedan även konkursanmälningar. Pullman Company gick i konkurs 1969, det dominerande tågbolaget i nordöstra USA. Det verkade nu som hela järnvägsbranschen var tvungen att läggas ner.
År 1970 presenterade president Richard Nixon ett förslag om statligt drift av järnvägen, vilket senare röstades igenom av kongressen. Denna lag säkerställde en fortsatt drift av järnvägarna i USA. De tänkta National Railroad Passenger Corporation (NRPC) skulle vara en blandning mellan vanligt vinstinriktat bolag, och att underskottet skulle finansieras av skattebetalarna. Det ursprungliga arbetsnamnet för varumärket NRPC var Railpax, men strax innan företaget skulle starta ändrades namnet till Amtrak. Det fanns flera viktiga bestämmelser:
- Alla bolag med intercitytåg skulle skriva avtal med NRPC och därmed ansluta sig till det nationella systemet.
- Järnvägsbolagen köpte in sig i systemet för en summa som baserades på deras senaste förluster. Köpeskillnaden kunde vara både reda pengar och material, tillbaka fick järnvägarna aktier i NRPC.
- Alla deltagande järnvägar var inte längre tvungna att driva persontrafik efter 1 maj 1971, med undantag av de tjänster som valts av Department of Transportation (DOT) som var grundläggande, dessa tjänster betalades dock av NRPC.
- Järnvägar som inte valde att delta i NRPC var tvungna att fortsätta driva sin befintliga persontrafik fram till 1975 och sedan fullfölja Interstate Commerce Commissions (ICC) lagar för en nedläggning av persontrafiken eller ändra trafiken.

De flesta som var inblandade trodde att detta statliga ägande skulle bli kortvarigt. Många trodde att det gjordes för att detta var ett sista försök att för järnvägen att få ett sista uppsving och för att presidenten och kongressen skulle få förtroende, innan järnvägen dog ut helt. Många förespråkare hoppades också att det statliga ingripandet skulle vara kortvarigt innan branschen skulle gå med vinst igen. Ingen uppfattning var rätt. Folkligt stöd har gjort att Amtrak kunnat fortsätta sin drift längre än vad kritiker trodde, samtidigt som ekonomiska resultat har gjort det omöjligt att återgå till privat drift.

#### Järnvägar som inte deltog
Av de järnvägar som fortfarande erbjöd persontrafik efter 1971 är det bara sex stycken som inte valde att gå med i Amtrak.
- Chicago South Shore and South Bend Railroads passagerartåg, som nu trafikerar en 160 km (100 miles) lång järnväg mellan Chicago, Illinois och South Bend, Indiana för godstrafik.
- Georgia Railroad ville behålla sin järnväg och för det krävdes att de fortsatte köra minimalt med persontrafik, vilket gjorde att de körde en blandning av persontrafik och godstrafik. Persontrafiken fortsatte tills företaget såldes till Seaboard System 1983.
- Reading Company fortsatte att köra persontrafik på tre korta linjer, som var mindre än 160 km långa, från Philadelphia till Pottsville, Pennsylvania, Bethlehem, Pennsylvania och Newark Penn Station, New Jersey. Företag bytte namn till Conrail år 1976. Persontågen till Betlehem och Pottsville upphörde 1981, medan järnvägen till New Jersey blev ungefär 80 km (50 km) kortare och slutade i West Trenton, New Jersey. Den persontrafik som var kvar flyttades snart över till Southeastern Pennsylvania Transportation Authority (SEPTA).
- Chicago, Rock Island, and Pacific Railroad (Rock Island) kom fram till att avgiften för att gå med i Amtrak var större än de kostnader det skulle kosta att driva intercitytrafiken i ytterligare fem år.
- Southern Railway avstod vissa linjer, men fortsatte driva fyra, inklusive Southern Crescent. Men fortsatta förluster gjorde att resterande linjer började gå under Amtrak 1979 och Amtrak fortsätter än idag att driva en variant av Soutern Crescent-linjen under namnet Crescent.
- Denver and Rio Grande Western Railroad (DRGW) fortsatte att driva sin ursprungliga linje, California Zephyr, fast omdöpt till Rio Grande Zephyr, mellan Denver, Colorado och Ogden, Utah. Linjen var i drift till 1983 och var den sista privatdrivna långväga persontrafiken i USA. Amtrak gjorde senare om linjen.

#### Tvist
Det hade i hemlighet gjorts bestämmelser med några järnvägsbolag att Amtrak skulle stängas efter två år. Men detta avslöjades år 1974 av magasinet Fortune.

### Första årtiondet

#### Dag ett
Amtrak startade sin verksamhet den 2 maj 1971. Företaget tog över 20 av de 26 viktigaste järnvägarna som fanns då. Järnvägarna bidrog med materiell utrustning, som tåg och vagnar, kapital och personal. I gengäld fick de sluta köra persontrafik, som de gjorde förlust på, och de fick även skattelättnader och stamaktier i företaget. Amtrak fick ingen egen räls och byggde ingen egen, utan hyrde in sig på de befintliga järnvägarna.

#### Upprustning
Under en period jobbade Amtrak med ett flertal renoveringar av och förbättringar på de befintliga tågen. Alla de linjer som Amtrak tog över fortsatte att köras, men hälften av avgångarna togs bort. Av de 364 tåg som förut hade körts fortsatte Amtrak att köra 182 tåg. De tåg som fortsatte att köra försökte att hålla den gamla tidtabellen i den utsträckning det var möjligt och det skedde bara små förändringar mot "Official Guide of the Railways". Samma namn på guiden behölls.
Flera stora järnvägar användes enbart för godstrafik, inklusive flera av järnvägarna på New York Central Railroad och Grand Trunk Western Railroad. Men vissa linjer kom tillbaka som t.ex. Lake Shore Limited.
Amtrak hade tagit över två problem, det största problemet var uppskjutet underhåll och överflödiga anläggningar som var en följd av att flera bolag konkurrerade i samma områden. Den dagen Amtrak hade fått ansvaret för omdirigeringen av persontåg, flyttades all trafik från de sju tågterminalerna i Chicago (LaSalle, Dearborn, Grand Central, Randolph, Chicago Northwestern Terminal, Central, och Union) till en gemensam terminal, Union Station. Amtrak var dock tvungna att ha kvar Penn Station och Grand Central Terminal på grund av bristande spåranslutningar som inte åtgärdades förrän byggandet av Empire Connection 1991.
I många fall var Amtrak tvungna att överge de stora Union station och Central-terminalerna för att använda mindre stationer som kallades för Amshacks. På senare år har Amtrak drivit frågan att börja använda gamla stationer som fortfarande är i tillräckligt bra skick. Stationer som Cincinnati Union Terminal, Kansas City Union Station och St Paul Union Depot har planerats för att öppna i slutet av 2013, men är redan i användning. Stationer som Buffalo Central Terminal och Michigan Central Station har fortfarande en ovis framtid och stationer i St. Louis och Houston har antingen rivits eller används nu till annat.
Det har även uppkommit nya linjer, bland annat en kombination av tre linjer på västkusten på linjen Coast Starlight, som går från Los Angeles till Seattle. Northeast Corridor fick till en började gå via Springfield och Massachusetts, tack vare stöd från New York, Connecticut och Massachusetts, på North Coast Hiawatha en Pacific Northwests rutt. Det har också påbörjats planering för att göra en rutt mellan Milwaukee och St Louis på Abraham Linoln-linjen.
Den första helt nya rutten Amtrak startade, där Coast Starlight inte räknas med, var Montrealer/Washingtonian. Den invigdes den 29 september 1972, tillsammans med Boston and Maine Railroad and Canadian National Railway. Det var en linje som det inte hade gått persontrafik på sedan 1966. Amtrak återöppnade linjen Empire corridor för norra New York, mellan Albany och Niagara Falls, en linje som på sextiotalet upphörde.

## Amtraks verksamhet och linjer
Bolaget har idag inga krav på sig att trafikera hela USA, men uppmuntras göra det. Amtrak trafikerar idag alla USA:s delstater utom Hawaii, Alaska, Wyoming och South Dakota. Den mest trafikerade sträckan är den så kallade Nordöstkorridoren (Northeast Corridor) mellan Boston och Washington, D.C. via Philadelphia och New York där tåget är det dominerande transportmedlet (privatbil oräknat). Det är också nästan den enda elektrifierade sträckan i Amtraks nät, och den enda med snabbtåg (varumärke Acela Express).

### Nuvarande linjer

Linjenät.

| Linje                         | Sträcka                                                                                    |
| ----------------------------- | ------------------------------------------------------------------------------------------ |
| Acela Express                 | Boston – Washington, D.C.                                                                  |
| Adirondack                    | Montréal – New York                                                                        |
| Amtrak Cascades               | Vancouver – Eugene, Oregon                                                                 |
| Auto Train                    | Lorton (Washington, D.C.) - Sanford (Orlando, Florida)                                     |
| Blue Water                    | Chicago – Port Huron                                                                       |
| California Zephyr             | Chicago – Emeryville (San Francisco)                                                       |
| Capitol Corridor              | Auburn – Sacramento – San Jose                                                             |
| Capitol Limited               | Chicago – Washington, D.C.                                                                 |
| Cardinal                      | Chicago – New York                                                                         |
| Carl Sandburg                 | Chicago – Quincy, Illinois                                                                 |
| Carolinian                    | New York – Raleigh – Greensboro – Charlotte                                                |
| City of New Orleans           | Chicago – New Orleans                                                                      |
| Coast Starlight               | Seattle – Los Angeles                                                                      |
| Crescent                      | New York – New Orleans                                                                     |
| Downeaster                    | Boston - Brunswick, Maine                                                                  |
| Empire Builder                | Chicago – Portland                                                                         |
| Empire Service                | New York – Niagara Falls                                                                   |
| Ethan Allen Express           | New York – Rutland                                                                         |
| Feather River Route           | Oakland, Kalifornien – Salt Lake City, Utah                                                |
| Heartland Flyer               | Oklahoma City – Fort Worth                                                                 |
| Hiawatha Service              | Chicago – Milwaukee                                                                        |
| Hoosier State                 | Chicago – Indianapolis                                                                     |
| Illini                        | Chicago – Carbondale                                                                       |
| Illinois Zephyr               | Chicago – Quincy, Illinois                                                                 |
| Keystone Service              | New York – Harrisburg                                                                      |
| Lake Shore Limited            | New York – Boston – Chicago                                                                |
| Lincoln Service               | Chicago – St. Louis                                                                        |
| Maple Leaf                    | New York – Toronto                                                                         |
| Missouri River Runner         | St. Louis – Kansas City                                                                    |
| New Haven–Springfield Shuttle | New Haven – Springfield                                                                    |
| Northeast Regional            | Boston or Springfield – New York – Washington DC – Virginia (Newport News eller Lynchburg) |
| Pacific Surfliner             | San Luis Obispo – Los Angeles – San Diego                                                  |
| Palmetto                      | New York – Savannah                                                                        |
| Pennsylvanian                 | New York – Pittsburgh                                                                      |
| Pere Marquette                | Grand Rapids – Chicago                                                                     |
| Piedmont                      | Charlotte – Raleigh                                                                        |
| Saluki                        | Chicago – Carbondale                                                                       |
| San Joaquin                   | Bakersfield – Oakland / Sacramento                                                         |
| Silver Meteor                 | New York – Miami                                                                           |
| Silver Star                   | New York – Miami                                                                           |
| Southwest Chief               | Chicago – Los Angeles                                                                      |
| Sunset Limited                | Los Angeles – New Orleans                                                                  |
| Texas Eagle                   | Chicago – Los Angeles                                                                      |
| Vermonter                     | Washington D.C. – St. Albans                                                               |
| Wolverine                     | Chicago – Detroit – Pontiac                                                                |

## Koldioxidutsläpp
Amtrak har nästan ingen elektrifierad järnväg, så praktiskt taget alla tåg dras av diesellok, vilket innebär höga utsläpp av koldioxid. År 2005 släppte Amtrak ut 0,116 kg koldioxid per passagerarkilometer, vilket är jämförbart med Kanadas dieseldrivna Via Rail eller en bil med två personer. Det är ungefär dubbelt så högt som genomsnittet i Storbritannien, där en allt större del av tågen är elektriska. I Sverige, där alla tåg är elektriska, ligger denna siffra på 0,0000021 kg per passagerarkilometer för X 2000, den dominerande fjärrtågstypen.

## Godstrafik
Under varumärket Amtrak Express transporteras styckegods mellan ett hundratal städer. Fram till 2004 transporterade även Amtrak post åt United States Postal Service samt annat expressgods. Amtrak låter även godsbolag trafikera de spår man äger.

## Medförande av vapen
Efter 11 september-attackerna 2001 blev det förbjudet för Amtrak-passagerare att medföra skjutvapen, men i september 2009 röstade USA:s senat igenom ett lagförslag från republikanske senatorn Roger Wicker som innebar att det från den 15 december 2010 blev tillåtet för passagerare att medföra vapen och 5 kg ammunition på resan, under förutsättning att tåget har ett utrymme för polletterat resgods, att passageraren har licens för vapnen, att de förvaras oladdade i en låst behållare som bara passageraren har nyckel till, samt att passageraren har informerat Amtrak om detta 24 timmar före resans början. Skjutvapen får ej medföras som handbagage. Dessa regler är i linje med de regler som redan fanns för medförande av skjutvapen på amerikanskt inrikesflyg.